# Spioner i familjen
Spioner i familjen (originaltitel: Little Nikita) är en amerikansk långfilm från 1988.

## Handling
Unge Jeffrey Grant får av FBI-agenten Roy Parmenter veta att hans föräldrar är sovande sovjetiska spioner och har så varit i 20 år. En rysk dubbelagent, Scuba, har börjat mörda ryska agenter om han inte får de pengar han begär. Jeffrey blir kidnappad.

## Rollista (i urval)
- Sidney Poitier - Roy Parmenter
- River Phoenix - Jeff Grant / Nikita
- Richard Jenkins - Richard Grant
- Caroline Kava - Elizabeth Grant
- Richard Bradford - Konstantin Karpov
- Richard Lynch - Scuba
- Loretta Devine - Verna McLaughlin